# Tørning Mølle
Tørning Mølle er en vandmølle, der ligger i Haderslev-Vojens tunneldal, vest for Haderslev ved enden af Stevning Dam og er drevet af Tørning Å. Siden 1200-tallet har Tørning Å sørget for vandkraft til Tørning Mølle og forskellige virksomheder. Senere leverede møllen elektricitet til forskellige industrier i det østlige Sønderjylland. Den er brændt og opbygget flere gange og er i dag ejet af den selvejende instition Tørning Mølle. Møllen anvendes i dag af foreninger, virksomheder og private til forskellige kulturelle formål og private formål, så som teater- og musiklokale, festselskabslokaler, mødelokaler og kurser.

## Historie
Tørning Mølle ligger ved siden af det voldsted, der beskyttede borgen Tørninghus, der blev opført i 1200-tallet, og borgen har været Sønderjyllands største. I dag er kun borgbanken tilbage af det enorme anlæg, der bestod af en stor borgbanke og en forborg mod syd. Borgen var beskyttet af stejle skrænter, mølledammen og voldgraven. Borgen har været belejret både af Valdemar Atterdag og Erik af Pommern. Det første sikre bevis på mølledrift er da borgen blev residens for kongens embedsmænd efter at kong Hans havde overtaget den. Tørninghus mistede dog senere sin betydning. Borgen forfaldt, og i 1597 brændte den ned.
I 1784 købte Hans Boysen Tørning Mølle. Hans efterkommere videreførte møllen og den sidste døde barnløs i 1945. Indtil 1960 drev arvingerne (en bror, en søster og en niece) møllen videre og den var faktisk i brug som korn- og melmølle indtil 1975. I 1980 blev bygningerne fredet, og i 1982 købte Skov- og Naturstyrelsen det og senere opstod Den selvejende institution Tørning Mølle. Møllen er brændt flere gange og opbygget flere gange, sidst i 1907. Ved siden af Tørning Mølle ligger flere gamle huse, bl.a. Herredsfogedens Hus fra begyndelsen af 1700-tallet og det ligeså gamle Møllerhuset, der i dag rummer et lokalhistorisk arkiv og Anne Caroline Amalie Hoffs mindestue. I parken bag Møllerhuset står nogle gamle sjældne træer, bl.a. Danmarks største hængebøg, der blev plantet i 1830, og en ægte kastanje fra 1800.

## Vandkraft
I mere end 500 år har man udnyttet vandet til fremstilling af forskellige produkter som f.eks. malet mel, efterbehandlede tekstiler, glas, foderkager og blikplader. I 1780 blev der etableret et væveri, blegeanstalt og en stampemølle til efterbehandling af uld. I 1798 blev der fremstillet olie og foderkager, derefter opstod et glasstøberi med ca. 200 ansatte. 
Vandkraften blev forstærket i 1862, da der blev gravet en 1.200 meter lang kanal fra Stevning Dam til Christiansdal. Her opstod senere Christiansdals Vandkraftværk. Faldhøjden blev nu 13 meter, mod Tørning Mølles 8 meter. Vandhjulene kunne erstattes af turbiner og produktionen blev udvidet med en papirfabrik og et gasværk. Papirfabrikken lukkede i 1907, og i 1911 blev elværket bygget. Det var landets første vekselstrømsgenerator baseret på vandkraft, og som første år producerede 80 MWh, hvilket svarede til halvdelen af elforbruget i Haderslev. I samarbejde med Christiansdal Vandkraftværk produceres der årligt 500 MWh.